# Die goldene Kugel
Pour les articles homonymes, voir Kugel (homonymie).
Die goldene Kugel (littéralement : La Balle en or) est un film d'aventure muet allemand réalisé par Robert Wüllner sur un scénario d'Otto Treptow, sorti en 1921.
La première du film eut lieu à Berlin le 24 mars 1921.

## Distribution
- Gertrude Welcker : la femme
- Erich Kaiser-Titz : le comte
- Otto Treptow : le détective
- Paul Richter
- Max Adalbert
- Ernst Behmer
- Albert Patry